# Joe Tracy
Pour les articles homonymes, voir Tracy.

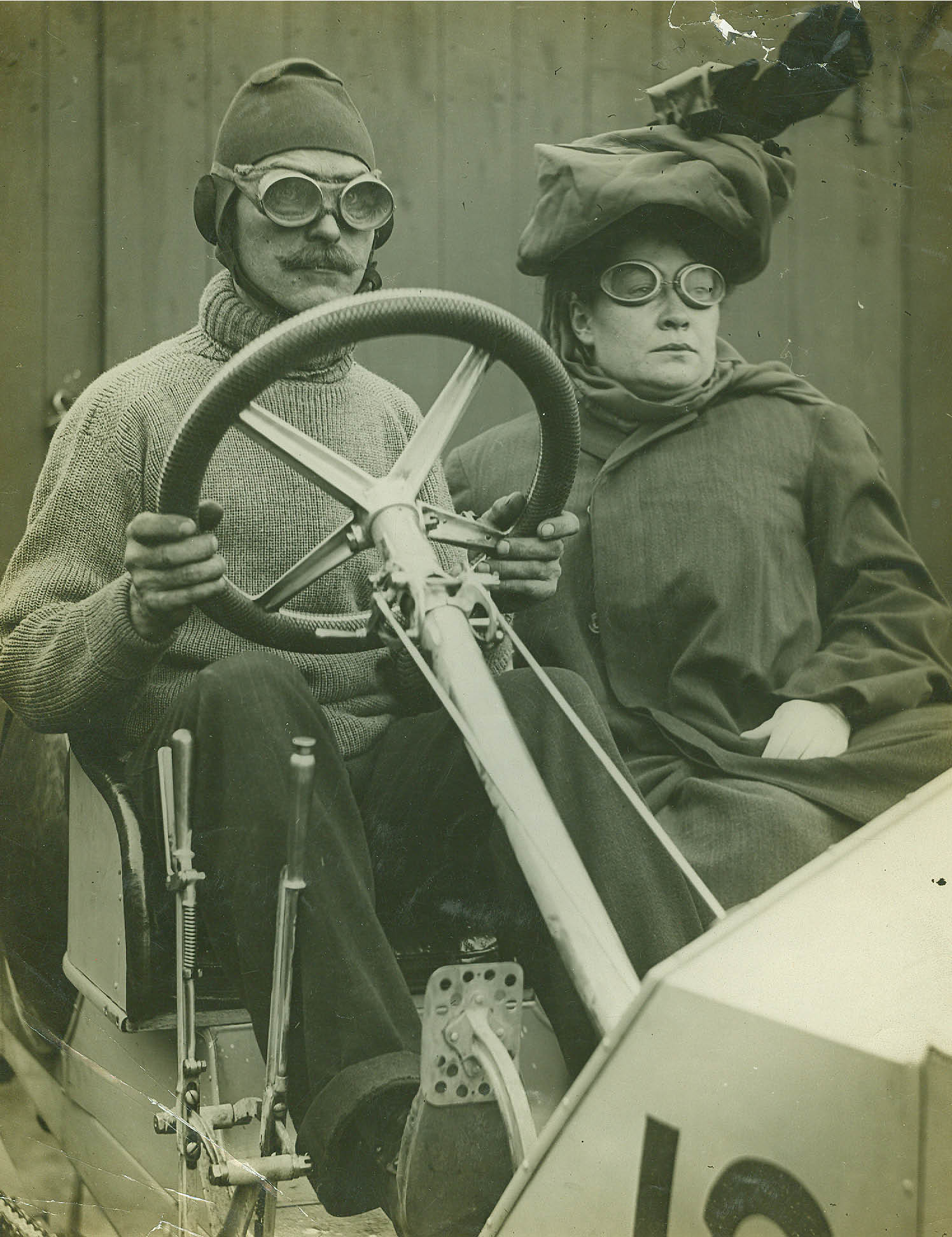
La journaliste Ada Patterson au côté de Joe Tracy, lors de la Coupe Vanderbilt 1905 sur Locomobile 90 hp (3e).

Joe Tracy, né le 22 mars 1873 à Waterford et mort le 20 mars 1959 à Long Island, New York, à près de 86 ans, est un pilote automobile irlando-américain. 

## Biographie
Il migre aux États-Unis à 19 ans en 1893, où il arrive à suivre une formation en mécanique puis à devenir instructeur-chauffeur professionnel. En 1899 il s'achète une bicyclette motorisée de 1 cylindre, et alors qu'il la conduit il croise sa première voiture à Broadway. 
Sa carrière en sport automobile s'étale entre 1903 (30 mai à Yonkers, Empire City, NY.) et 1907 (également un 30 mai, à la course de côte de Port Hill, Easton, CT.).
Amateur de voitures françaises, il débute sur Renault avec une 10 hp le 25 juillet 1903 aux 10 miles de Yonkers, Empire City, NY. (et se classe deuxième), remporte avec une 30 hp de la marque trois des courses internationales du 24 septembre 1904 au Yonkers, Empire City, NY, puis il clôt finalement ce "partenariat" avec le constructeur français lors des 100 miles de la Course Cubaine du 15 février 1905, sur la 40 hp ayant fini deuxième du Paris-Madrid avec Louis Renault.
Longtemps, il reste l'américain le mieux classé dans une compétition internationale (de 1905 à 1908, aux dates d'éditions correspondantes de la Coupe Vanderbilt).
Joe Tracy est le seul pilote à avoir participé aux courses historiques des Vanderbilt Cups 1904, 1905 et 1906, ainsi qu'aux deux Éliminatoires nationales correspondantes proposées en 1905 et 1906. Pour ces cinq courses, Al Poole fut son fidèle mécanicien embarqué à bord des Locomotive.

## Palmarès

### Titre
- American Championship car racing : officieux champion des États-Unis AAA pour la saison 1906[4];

### Principales victoires, et podiums notables

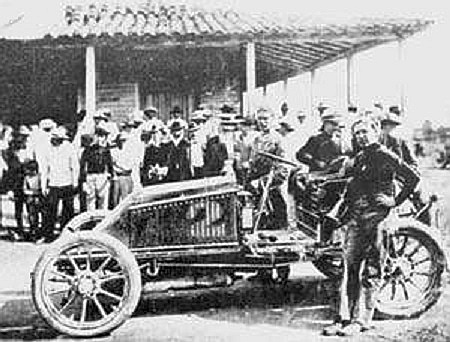
Joe Tracy deuxième de la première Course Cubaine, le 15 février 1905 sur Renault AK 40 hp.

- 3 miles open de May - Yonkers, Empire City, NY. 1903, sur Panhard 35 hp;
- 5 miles open de May - Yonkers, Empire City, NY. 1903, sur Panhard 35 hp;
- 5 miles <1,2 L. de Yonkers, Empire City, NY. 1903, sur Richard-Brasier 24 hp;
- 5 miles <1,2 L. de Brighton Beach, NY. 1903, sur Richard-Brasier 16 hp;
- Coupe internationale des 5 miles de Yonkers, Empire City, NY. 1904, sur Renault 30 hp;
- Coupe internationale des 10 miles de Yonkers, Empire City, NY. 1904, sur Renault 30 hp;
- Knickerbocker Cup des 10 miles de Yonkers, Empire City, NY. 1904, sur Renault 30 hp;
- Éliminatoires de la Coupe Vanderbilt 1906, sur Locomobile (avec le meilleur temps au tour en course,
celle-ci étant stoppée dès son passage de la ligne d'arrivée, pour cause d'envahissement de piste par la foule)[5];
- Côte de Port Hill, Easton (Bridgeport, CT) 1907, sur Locomobile 40 hp[6]
  - 2e des 5 miles du Meeting de Daytona Beach 1904, sur Peerless;
  - 2e des 60 miles d'Elkwood/Monmouth Park 1904, NJ., sur Royal Tourist;
  - 2e des 5 miles open de Glenville Driving Track, Cleveland, OH. 1904, sur Royal Tourist;
  - 2e des Éliminatoires de la Coupe Vanderbilt 1905, sur  Locomobile 90 hp (derrière son compatriote Albert Dingley)[5];
  - 2e de la Course Cubaine 1905, sur Renault 40 hp;
  - 3e de la Coupe Vanderbilt 1905, sur Locomobile 90 hp;
  - 10e de la Coupe Vanderbilt 1906, sur Locomobile (avec le meilleur temps au tour en course)[7];
  - 16e de la Coupe Vanderbilt 1904, sur Royal[8];
  - participation à la Coupe Gordon Bennett 1905 en France, sur Locomobile (encore avec Al Poole pour mécanicien).